# JOY-U・CLUB
JOY-U・CLUB（ジョイユー・クラブ）は、エフエム香川で1989年4月10日から放送されているラジオ番組である。

## 放送時間
| 期間                      | 放送時間                      | 備考                                                                                 |
| ------------------------- | ----------------------------- | ------------------------------------------------------------------------------------ |
| 1989年4月10日 - 1993年9月 | 月曜日 - 金曜日 17:15 - 18:55 |                                                                                      |
| 1993年10月 - 1995年3月    | 月曜日 - 木曜日 17:00 - 18:55 | ※金曜日17:00 - 18:55で別番組『786 WEEKEND WAVE』がスタートしたため金曜日の放送が中断 |
| 1995年4月 - 1996年9月     | 月曜日 - 金曜日 17:00 - 18:55 | ※『786 WEEKEND WAVE』終了により金曜日の放送が再開                                    |
| 1996年10月 - 現在         | 月曜日 - 金曜日 16:00 - 18:55 |                                                                                      |

## 出演者
2023年4月からの日替わりパーソナリティーは以下の担当。
- 下舞春希（月：2019年6月3日～）
- 鍛治匠（火：2020年6月2日～）
- 岡加依子（水：2006年10月 - ） [1]
- 夛田健登（木：2023年4月6日～）
- 加藤直（金：2016年4月 - ） [2]

- 中井今日子（金：1990年 - 1991年4月5日）
- 植松恭子
- 資延由美（金：番組開始 - 1990年3月）
- 福積朱美（1990年4月 - 1995年3月）
- 太田真由美（1993年10月 - 1996年3月）
- 中満留美子
- 古谷良子（金： - 2000年3月）
- 棚原まどか（金： - 2000年3月）
- 蒲野誠一
- 中村千秋（番組開始 - 1999年9月）
- 敷山千津（1990年4月 - 1996年6月）
- 市川智子（1997年2月 - 1997年12月）
- 千葉むつみ（水・木： - 2000年6月）
- 筒井智子（月・火：2000年7月 - 2004年3月）
  - また、一時期金曜日は柏原、筒井で担当したこともある。
- 恵美友香織 （木・金：2009年8月6日 - 2013年4月26日）
- 藤澤翼（2004年4月 - 2014年3月31日）（各曜日　木・金：2004年4月 - 2006年10月、月・火：2006年10月 - 2014年3月31日）
- 田中智子（木・金：2013年5月 - 2015年7月末）
- 井川達雄（1996年 - 2016年2月）（各曜日　月・火：1996年 - 2000年6月末、金：2000年4月 - 2003年3月末、月・火：2014年4月 - 2015年4月末、木・金：2015年6月 - 2015年7月末、木：2015年8月 - 2016年2月末）
- 柏原里砂（2000年7月 - 2016年3月）（各曜日　水・木：2000年7月 - 2001年3月末、月～水：2001年4月 - 2006年9月末、木・金：2006年10月 - 2009年7月末、金：2015年8月 - 2016年3月末）
- 大熊祐香（月・火：2015年4月 - 2019年3月末）
  - 2015年4月は井川達雄とツーマンで、2015年5月からワンマン。
- 楠本加奈（木:2020年6月4日 - 2023年3月30日）

## タイムテーブル（2025年3月現在）
- 16:00 - オープニング
  - 今日のテーマ発表など
- 16:05 - クイズステップステップ（募集告知・キーワード発表）
- 16:20 - 日替わりコーナー
  - 金曜 - 週末イベント情報
- 16:55 - クイズステップステップ（募集告知・キーワード発表）
- 17:05 - お帰りお天気
- 17:20 - もう、事故ナシよ。かがわけん！
- 17:30 - 曜日別コーナー
  - 月曜 - まるまる！まるっと！コープかがわ
  - 火曜 - メッセージ紹介など
  - 水曜 - 香川県住宅メーカー協議会presents GOOD HOUSE! GOOD LIFE!
  - 木曜 - 今日からあなたも防災マスター ～大人も子供も楽しみながら学び、みんなで防災力アップしましょう！～
  - 金曜 - SOLATO あした、どこ行く？
- 17:40 - 日経経済ニュース
- 17:45 - クイズステップステップ（最終募集告知・キーワード発表）
- 17:50 - 
  - 月曜～木曜 - SUZUKI No.1 Factory[3]
  - 金曜 - Out door チャレンジ！day off みとよ
- 18:00 - 
  - 時報直後に「クイズステップステップ」の受付終了告知[4]
  - 月曜～水曜・金曜 - リクエストコーナー
  - 木曜 - コンサート＆NEW DISCインフォメーション（デューク高松、2019年4月からリニューアル）
- 18:10 - ウェザーインフォメーション（お天気のお知らせ）
  - ウェザーニューズ・グローバルセンター（千葉・幕張）から、ウェザーニューズ担当者が電話出演して、天気解説を行う。
- 18:20 - リクエストコーナー
- 18:40 - クイズステップステップ
  - 各曜日のスポンサーが冠で「（各社名）～presents・クイズステップステップ」とアナウンスされる。
  - 月曜 - 丸八商工
  - 火曜 - フジグラン十川(そがわ)テナント会 [5]（グルメカード以外に、フジグラン商品券1000円とフジグラン十川テナント会の商品券などがプレゼントされる）
  - 水曜 - エースワン
  - 木曜 - 多度津自動車学校 [6]
  - 金曜 - フジグラン丸亀
- 18:50 - エンディング
  - 明日の予告、テーマ告知
- その他の時間はDJが選曲した楽曲、最新曲、特集やインタビュー、ゲストとのトークやメッセージ紹介リクエストなど。

- 16:00 - オープニング
- 16:05 - クイズステップステップ（募集告知）
- 16:55 - クイズステップステップ（募集告知）
- 17:05 - お帰りお天気
- 17:25 - 交通マナーアップ大作戦
- 17:30 - 
  - 月曜 - J1への道 燃えよカマタマーレ!
  - 第2・4火曜 - タグ・ホイヤー Presents 時計選びのススメ ～Don't Crack Under Pressure～
  - 水曜 - J-Fut丸亀のフットサルラジオ（水）
  - 木曜 - ～知って学んで備えよう。今私たちにできること。～
  - 金曜 - めぐりんりん
- 17:40 - 日経経済ニュース
- 17:45 - クイズステップステップ（最終募集告知）
- 17:50 - 
  - 月曜 - 木曜 - SUZUKI presents KAT-TUN 田口淳之介の TAG-TUNE DRIVING（JFN収録番組、パーソナリティ田口淳之介（KAT-TUN）、2012年4月から2015年9月まで）
  - 金曜 - みとよこたび
- 18:00 - 18:00の時報直後に「只今の時報をもちまして、クイズステップステップの受付を終了しました。たくさんのチャレンジ・たくさんのアクセスありがとうございました」と、その日のDJがコメントするのが恒例となっている[7]。
  - 月曜 - 水曜・金曜 - リクエストコーナー
  - 木曜 - コンサート・イベント情報
- 18:10 - ウェザーインフォメーション
  - ウェザーニューズ・グローバルセンター（千葉・幕張）から、ウェザーニューズ担当者が電話出演して、天気解説を行う。
- 18:20 - リクエストコーナー
- 18:40 - クイズステップステップ
- 18:50 - エンディング
  - その他の時間はDJが選曲した楽曲、最新曲、特集やインタビュー、ゲストとのトークやメッセージ紹介リクエストをお送りする。

- 16:00 - オープニング
- 16:05 - クイズステップステップ（募集告知・キーワード発表）
- 16:20 - 日替わりコーナー
- 16:55 - クイズステップステップ（募集告知・キーワード発表）
- 17:05 - 
  - 月曜～水曜・金曜 - お帰りお天気
  - 木曜 - ずーっとお得！スマホはFiimo
- 17:20 - 交通マナーアップ大作戦
- 17:30 - 
  - 月曜 - J1への道 燃えよカマタマーレ!
  - 火曜 - メッセージ紹介など
  - 水曜 - めぐりんりん
  - 木曜 - 今日からあなたも防災マスター ～大人も子供も楽しみながら学び、みんなで防災力アップしましょう！～
  - 金曜 - SOLATO あした、どこ行く？
- 17:40 - 日経経済ニュース
- 17:45 - クイズステップステップ（最終募集告知・キーワード発表）
- 17:50 - 
  - 月曜～木曜 - SUZUKI presents NAGASE The Standard（JFN収録番組、パーソナリティ長瀬智也、2015年10月から2019年3月まで）
  - 金曜 - Out door チャレンジ！day off みとよ
- 18:00 - 
  - 時報直後に「只今の時報をもちまして、クイズステップステップの受付を終了しました。たくさんのチャレンジ・たくさんのアクセスありがとうございました」などと、その日のDJがコメントするのが恒例となっている。
  - 月曜～水曜・金曜 - リクエストコーナー
  - 木曜 - コンサート・イベント情報（デューク高松）
- 18:10 - ウェザーインフォメーション
  - ウェザーニューズ・グローバルセンター（千葉・幕張）から、ウェザーニューズ担当者が電話出演して、天気解説を行う。
- 18:20 - リクエストコーナー
- 18:40 - クイズステップステップ
  - 各曜日のスポンサーが冠で「（各社名）～presents・クイズステップステップ」とアナウンスされる。
  - 月曜 -
  - 火曜 - フジグラン十川(そがわ)テナント会 （グルメカード以外に、フジグラン商品券1000円とテナント会商品券などがプレゼントされる）
  - 水曜 - HIROモータース
  - 木曜 - 多度津自動車学校
  - 金曜 - グローバルセンター
- 18:50 - エンディング
  - 明日の予告、テーマ告知
  - その他の時間はDJが選曲した楽曲、最新曲、特集やインタビュー、開催されるイベント紹介やゲストとのトーク、メッセージ紹介、リクエストなど。

## コーナー
- 全曜日（月曜～金曜）共通
- クイズステップステップ
  - 番組内で3回（16時5分、16時55分、17時45分頃）告知されるキーワードを、パソコン・携帯から応募専用フォームに入力して応募する。18時の時報が応募締め切り[8]
  - 応募者の中から抽選で1名に、スタジオからの電話で出演してもらい3択クイズに挑戦する。[9]
    - 通常のリクエストなどとは違う応募専用フォームがある。
    - スポンサー元が、店の紹介や案内告知と合わせて「キーワード告知」と「3択クイズの正解発表」（どちらも事前録音）を行う曜日もある。

  - 現在の賞品
    - クイズの挑戦者（抽選で一人）は挑戦時点で、1,000円分のジェフグルメカードがもらえる。
    - 各曜日のスポンサーにちなんだクイズ（3択問題）が出題され、正解するとJCBギフトカードも合わせてもらえる。
    - ギフトカードは「1000円分」からのスタートで、不正解の場合は翌日にキャリーオーバー（繰り越し）となる[10]。
    - 曜日によってはスポンサーのお店から提供の商品券なども追加される。[11]

  - 過去の賞品
    - 2010年3月までのセカンドクイズの商品は音楽ギフトカード。
    - 「遊食房屋 presents」時代は3000円分の遊食房屋の食事券。
    - サンアンジェリーナ時代のテーマ曲はファットボーイ・スリム「The Rockafeller Skank」
    - 過去には肉の東原の商品券やうどんのたも屋の商品券などがプレゼントされていた。

月曜日
- J1への道 カマタマーレ!
  - カマタマーレ讃岐の試合結果、試合案内、イベント紹介、選手インタビューなど [12]。
  - BGMは「燃えよドラゴン」のテーマ。

火曜日
水曜日
- ずーっとお得スマホはSTNetのピカラモバイル!!
  - ピカラモバイルスタッフとパーソナリティーの岡加依子が、ピカラモバイルの良さやキャンペーンなどを紹介するコーナー
  - 四国電力グループのSTNet提供。[13]
  - 2020年4月に、木曜日17時05分の枠から今の時間帯に移動。
  - 2022年07月に、Fiimo（フィーモ）からピカラモバイルにサービス名称が変更になったためコーナー名も改名された。

木曜日
- コンサート&NEW DISKインフォメーション
  - デューク高松のスタッフが、発売開始となった香川地区のイベント・チケットの紹介などを行う [14]
  - 2023年9月で丸亀町商店街内にあったDUKE-SHOP高松店が閉店したため一部内容が変更になった。

金曜日
- SOLATO あした、どこ行く？
  - 香川県内や隣県のおすすめドライブスポットや旬な情報の紹介など
- Out door チャレンジ！day off みとよ
  - 三豊市のアウトドア体験スポットやイベント情報、みとよクエストの紹介など

- アニメのコーナー
  - 1990年～1991年3月
  - 中井今日子がアニソンを流すコーナー。
  - ラジオ関西の青春ラジメニアのイベント「リスナーたずねて三千里IN高松」とコラボしたことがある。
- ゲッツ占
- ほっほ〜んのコーナー
  - 本のレビューを紹介する。
- GO!GO!インディーズ
- JOY-Uセレクション
  - (月)JOY-U BOOKS 晴読雨読
  - (火)BOOM UP THE MOVIE
  - (水)旬感レシピ　おうちでごはん
  - (木)コンサート＆NEW DISKインフォメーション（デューク高松）
  - (金)Make Up 女子力

火曜日
- タグ・ホイヤー Presents 時計選びのススメ ～Don't Crack Under Pressure～
水曜日
- エモ岡探検隊（2007年5月まで・16時40分～）
  - タマルの一社提供。2007年5月、同社の自己破産により終了。
- 横井鋼業 presents NICE TIME NICE MUSIC（2010年2月まで）
  - 2008年～2010年2月24日
  - 岡が「ナイス」の言葉を繰り返しながら歌う。
  - 正解曲は翌週フルコーラスで放送される。
  - テーマ曲はシブがき隊「NAI・NAI 16」
  - コーナー開始されるまでは、Powerful Radio パワラジ!内で放送されていた。
- J-Fut丸亀のフットサルラジオ
  - J-Fut丸亀のイベント紹介、選手インタビューなど [15]。
- めぐりんりん（2019年3月まで）
  - ～2019年3月26日
  - 香川エリアのポイントカード「めぐりん」加盟店、イベントの紹介など [16]。
  - BGMはめぐりんオリジナル曲。

NTTドコモ四国との連携企画
- ドコモdヒッツ　イントロクイズ
  - 月・水・木曜にクイズステップステップの代わりに期間限定で行われたコーナー。正解すると難易度によって現金がプレゼントされた[17]。
  - 火・金曜はスポンサー付きのクイズステップステップであった。

KSB瀬戸内海放送との連携企画
- おとなりFM中継(のちにJチャンFM中継に変更)
  - FM香川の隣に社屋がある瀬戸内海放送の多賀公人が生出演するコーナー。テレビとラジオの二次放送であった。
- KSBニュース

## その他
- 番組名の由来はエフエム香川のコールサインJOYU-FMである。番組担当でもあった中村千秋 元アナウンサーが命名。放課後のクラブ活動みたいに気軽に参加できるような番組でありたいと願いも込められている。
- OPはMimi「JOY LOVE HAPPINESS [GROOVE THAT SOUL MIX]」→ライノセラス「fucky funky music」（2007年4月 - ）
- 17時の天気予報のBGMは小野リサ「サマー・サンバ」。
- 過去には毎週金曜日にFM香川独自のチャートを発表する「JOY-U・CLUB Friday Countdown Freak」を3時間放送していたが2004年3月末で終了。
- 番組初期にはノベルティのテレホンカードが存在した。